# 4G
Az információtechnológia 4G-vel a negyedik generációs vezeték nélküli szolgáltatásokat jelöli. A 2G és a 3G rendszerek utódját, a 4G rendszereket a szakértők szerint egy átfogó IP-infrastruktúra, nagy adatátviteli sebesség, nagy kapacitás és a nyílt internetes szabványok használata fogja jellemezni. A 4G-nél a mobil széles sávú rendszer továbbfejlesztett multimédiás szolgáltatásokkal bővül. Az „IMT-Advanced”, (4G Wireless and International Mobile Telecommunication) 4G technológia jelenleg a mobil távközlési rendszerek közül a legfejlettebb, amely fix környezetben 1 Gbps, mobilkörnyezetben pedig akár 100 Mbps adatátviteli sebességet is biztosíthat.

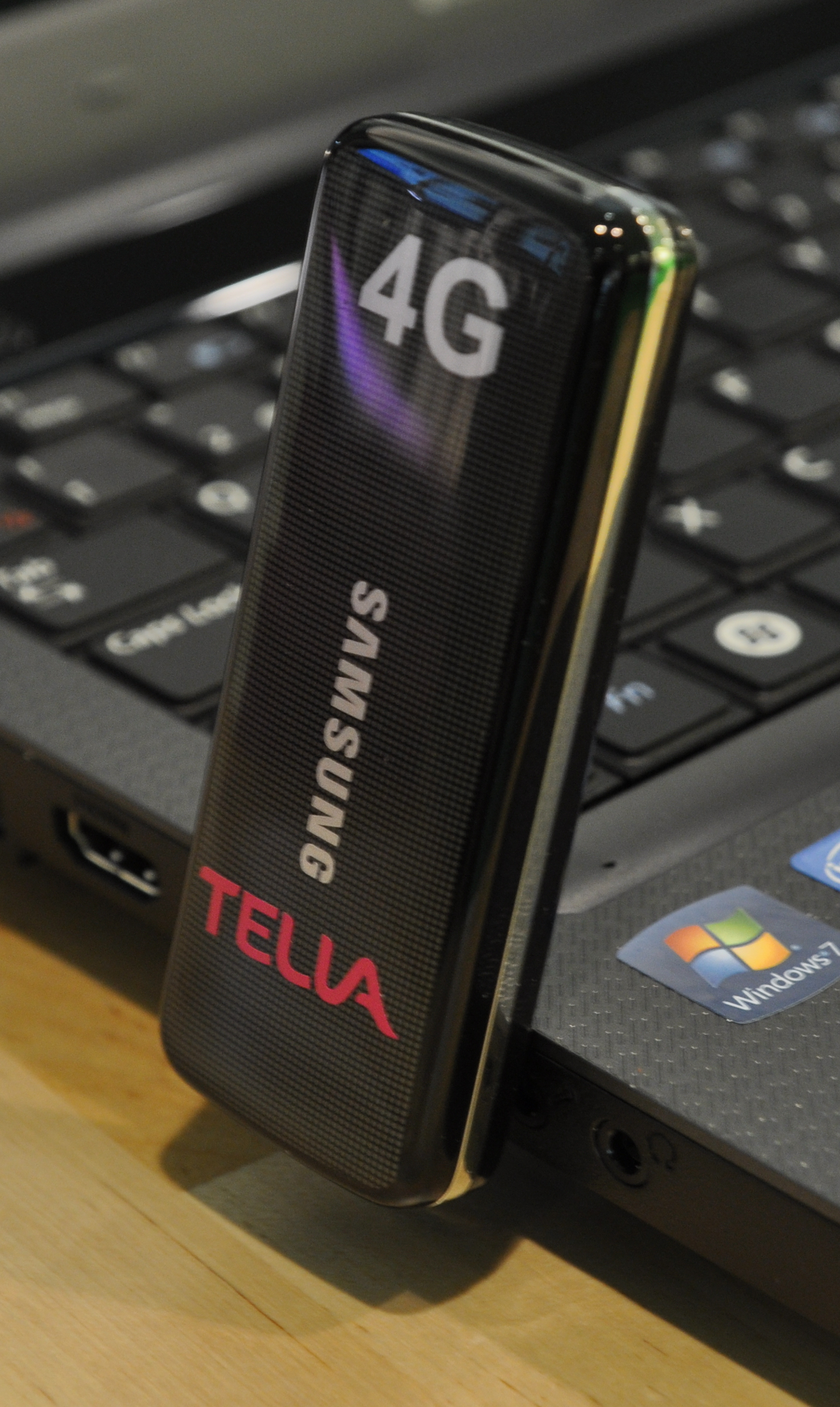
4G képes LTE modem a Samsungtól.

## Története
Az első 4G technológiát építő távközlési vállalat a brit Truphone volt, aki már 2006-ban elkezdte kiépíteni rendszerét, hogy még a konkurencia megjelenése előtt piacra lépjen az új technológiával.
Az új hálózatnak köszönhetően a telekommunikáció az addiginál olcsóbbá válhatott, és az ügyfelek egyaránt használhatják a vezeték nélküli WLAN technológiát, vagy akár a VoIP internetes telefonrendszereket. Működése úgy történik, hogy amikor a hívó elhagyja a WLAN-körzetet, ezt a rendszer érzékeli és a mobiltelefon automatikusan átkapcsol a GSM-hálózatra. Ezt a váltást az előfizető nem is érzékeli, hiszen mindez automatikusan történik.
A Truphone szoftverinfrastruktúrája lehetővé teszi, hogy valaki a mobiltelefonjáról hívásokat kezdeményezzen vagy SMS-ket küldjön akár egy VoIP- vagy egy WLAN-hálózatra kapcsolódva. Az  adatátvitel a SIP (Session Initiation Protocoll) szabvány szerint működik, ami hivatalos és nyílt VoIP-szabványnak számít.
A jelenlegi 3G-s technológiát felváltó 4G rendszer a WiMAX szabvány mellett 2 és 6 Mbps, LTE technológiával 5 és 10 Mbps között fog működni. A 4G-s mobiltelefont ezután a gyorsabb és üzembiztosabb szélessáv, HD minőségben streamelt videók lejátszhatósága jellemzi majd, nagy felbontású videokonferenciákat, vagy hálózati csoportmunkát is folytathatunk rajta.
Magyarországon 2011 őszén indította el először a Magyar Telekom Budapest egy részén kísérleti jelleggel az LTE szolgáltatását az 1800 MHz-es frekvenciasávban. 2012-től már kereskedelmi forgalomban is elérhető.
Magyarországon 2012 júniusában 38, 2013 márciusában 70, 2013 novemberében már 87, jelenleg 1371 településen volt elérhető 4G szolgáltatás a Magyar Telekom hálózatában.

## Célkitűzések
- Roaming szolgáltatás a vezeték nélküli hálózatok között, valamint kapcsolat a digitális műsorszóró rendszerekkel.
- Az adatátviteli sebesség bármely két pont között a világon, legalább 99 Mbit/s.

## Szabványok
- HSPA+ (Evolved High-Speed Packet Access)
- LTE (Long Term Evolution)
- WiMAX (Worldwide Interoperability for Microwave Access)

## Fordítás
- Ez a szócikk részben vagy egészben  a(z)   4G című angol Wikipédia-szócikk fordításán alapul.  Az eredeti cikk szerkesztőit annak laptörténete sorolja fel. Ez a jelzés csupán a megfogalmazás eredetét és a szerzői jogokat jelzi, nem szolgál a cikkben szereplő információk forrásmegjelöléseként.